# كأس باكستان
كأس باكستان (بالإنجليزية: National Football Challenge Cup)‏ ، هي بطولة رسمية لكرة القدم في باكستان ، أسست سنة 1979م من قبل الاتحاد الباكستاني لكرة القدم.